# Bizhai Xiang
Bizhai Xiang (kinesiska: 碧寨, 碧寨乡) är en socken i Kina. Den ligger i provinsen Yunnan, i den sydvästra delen av landet, omkring 370 kilometer väster om provinshuvudstaden Kunming. Antalet invånare är 20 289. Befolkningen består av 9 438 kvinnor och 10 851 män. Barn under 15 år utgör 23,0 %, vuxna 15-64 år 66 %, och äldre över 65 år 9,0 %.
Genomsnittlig årsnederbörd är 1 176 millimeter. Den regnigaste månaden är juli, med i genomsnitt 325 mm nederbörd, och den torraste är januari, med 7 mm nederbörd.